# Marathon de Paris 2019
Navigation
2018 2021
Le Marathon de Paris 2019, officiellement le Schneider Electric Marathon de Paris, est la 43e édition du Marathon de Paris, en France, qui a lieu le dimanche 14 avril 2019.

## Déroulement
La 43e édition s'est déroulée le dimanche 14 avril 2019. Le départ est sur l'avenue des Champs-Élysées  et se dirige vers la porte Dauphine. Cette course est une distance de 42,195 kilomètres. 60 000 personnes étaient inscrites pour 49 155 coureurs au départ. Seulement 48 073 ont franchi la ligne d'arrivée.
La course est remportée chez les hommes par l'étiopien Abrha Milaw, qui termine en 2 h 07 min 05 s et chez les femmes par l'etiopenne 
Gelete Burka en 2 h 22 min 47 s.

## Résultats
Les résultats du Marathon de Paris 2019 chez les hommes, femmes et handisport :

### Hommes
| Rang | Athlète         | Temps           |
| ---- | --------------- | --------------- |
|      | Abrha Milaw     | 2 h 07 min 05 s |
|      | Asefa Mengistu  | 2 h 07 min 25 s |
|      | Paul Lonyangata | 2 h 07 min 29 s |

### Femmes
| Rang | Athlète       | Temps           |
| ---- | ------------- | --------------- |
|      | Gelete Burka  | 2 h 22 min 47 s |
|      | Azmera Gebru  | 2 h 22 min 52 s |
|      | Azmera Abreha | 2 h 23 min 35 s |